# Savršeni korak
Savršeni korak (енгл. Pitch Perfect) američka je muzička komedija reditelja Džejsona Mura iz 2012. godine, sa Anom Kendrik u glavnoj ulozi. Film je slobodna adaptacija knjige Mikija Rapkina Pitch Perfect: The Quest for Collegiate A Cappella Glory. Snimanje је završeno u decembru 2011. godine u Baton Ružu, a film je premijerno prikazan 24. septembra 2012. u Los Anđelesu.

## Radnja
U finalu studentskog nacionalnog a kapela takmičenja, ženska a kapela grupa Barden Bellas biva osramoćena. Četiri meseca kasnije, pomalo buntovna brucoškinja Beka Mičel (Ana Kendrik) dolazi na fakultet Barden. Iako uopšte ne želi da studira, došla je na insistiranje svog oca koji je profesor na istom fakultetu. Nakon što je otac primetio da Beka ne ide na nastavu i da se nije uklopila u studentski život, predlaže joj dogovor: ako se pridruži nekoj od studentskih organizacija, i ako i nakon godinu dana bude sanjala o odlasku u Los Anđeles i karijeri muzičkog di-džeja, on će joj pomoći i platiti preseljenje. Beka pristaje i pridružuje se ženskoj a kapela grupi Barden Bellas. Zbog svog karaktera, upada u sukobe sa liderkom grupe Obri, koja ne želi da odustane od onoga što je zacrtala. Dok Beka predlaže da bi trebalo pokušati drugačiji pristup, Obri insistira na tradicionalnom repertoaru koji su oduvek imale. Drugi brucoš, Džesi, pridružuje se ljutim protivnicima, muškoj a kapela grupi istog fakulteta, Treblemakers.
Radnja filma prati žensku i mušku a kapela grupu (Barden Bellas i Treblemakers) u njihovom međusobnom takmičenju i usponu do finala. Paralelno s tim prati odnos između Džesija i Beke. Džesi pokušava da osvoji Beku, ali ga ona odbija. Film je prožet humorom, ponekad i vulgarnim, a posebno je začinjen pričama Debele Ejmi (Rebel Vilson). A kapela sastavi izvode mešap brojnih muzičkih hitova.

## Glumci
- Ana Kendrik kao Beka Mičel
- Skajlar Astin kao Džesi Svonson
- Ben Plat kao Bendži Eplbaum
- Britani Snou kao Kloi Bil
- Ana Kemp kao Obri Pozen
- Rebel Vilson kao Patriša "Debela Ejmi"
- Aleksis Nap kao Stejsi Konard
- Ester Din kao Sintija-Rouz Adams
- Hana Mej Li kao Lili Onakuramara
- Adam Devajn kao Bamper Alen
- Utkarš Ambudkar kao Donald
- Džon Majkl Higins kao Džon Smit
- Elizabet Benks kao Gejl Abernati-Makaden

## Spoljašnje veze
- Savršeni korak na sajtu  (jezik: engleski)
- Službena stranica filma